# André Parker
André Parker  (* 6. Juni 1966 in Lübeck) ist ein deutscher Musiker, Songwriter und Entertainer.

## Leben
Aufgewachsen in Lübeck, wo er im Dänischburger Kirchenchor sang, absolvierte André Parker zunächst eine Lehre als Bürokaufmann. Später arbeitete er als Dressman und Fotomodell, bevor er 1991 seinen ersten Plattenvertrag erhielt.
Seit 1991 veröffentlichte er sieben Maxi- und eine LP-CD im Genre deutschsprachiger Schlager. Außerdem war er als Komponist und Textdichter für Künstler wie Wolfgang Sauer, Tina Rainford, Peter Sebastian, Margot Schöneberndt, Christa Haas und die First Ladys tätig. Er komponierte und produzierte die erste Hymne des VfB Lübeck.
Zwischenzeitlich arbeitete Parker als Manager und Agent. 1996 arbeitete er mit dem ZDF für die Neuauflage der Show Dalli Dalli im Bereich der Prominentenbesetzung für mehrere Folgen zusammen. Für die ZDF-Vorabendsendung Jetzt erst recht! arbeitete sein Team für die neue deutsche Filmgesellschaft im Bereich des Schauspieler-Coachings.
Seit 2003 widmet er sich vorrangig der Musik und tritt als Entertainer mit eigener Begleitband bundesweit auf zahlreichen Galaveranstaltungen auf. Seit 2012 arbeitet Parker auch für die Agentur Parker Events UG im Bereich der Veranstaltungsorganisation, Konzeptentwicklung und Künstlerbetreuung. Im Dezember 2015 meldete er sich auf dem deutschsprachigen Schlagermarkt mit dem selbst verfassten Titel Bald ist Weihnachten zurück.